# Samuel Kiechel

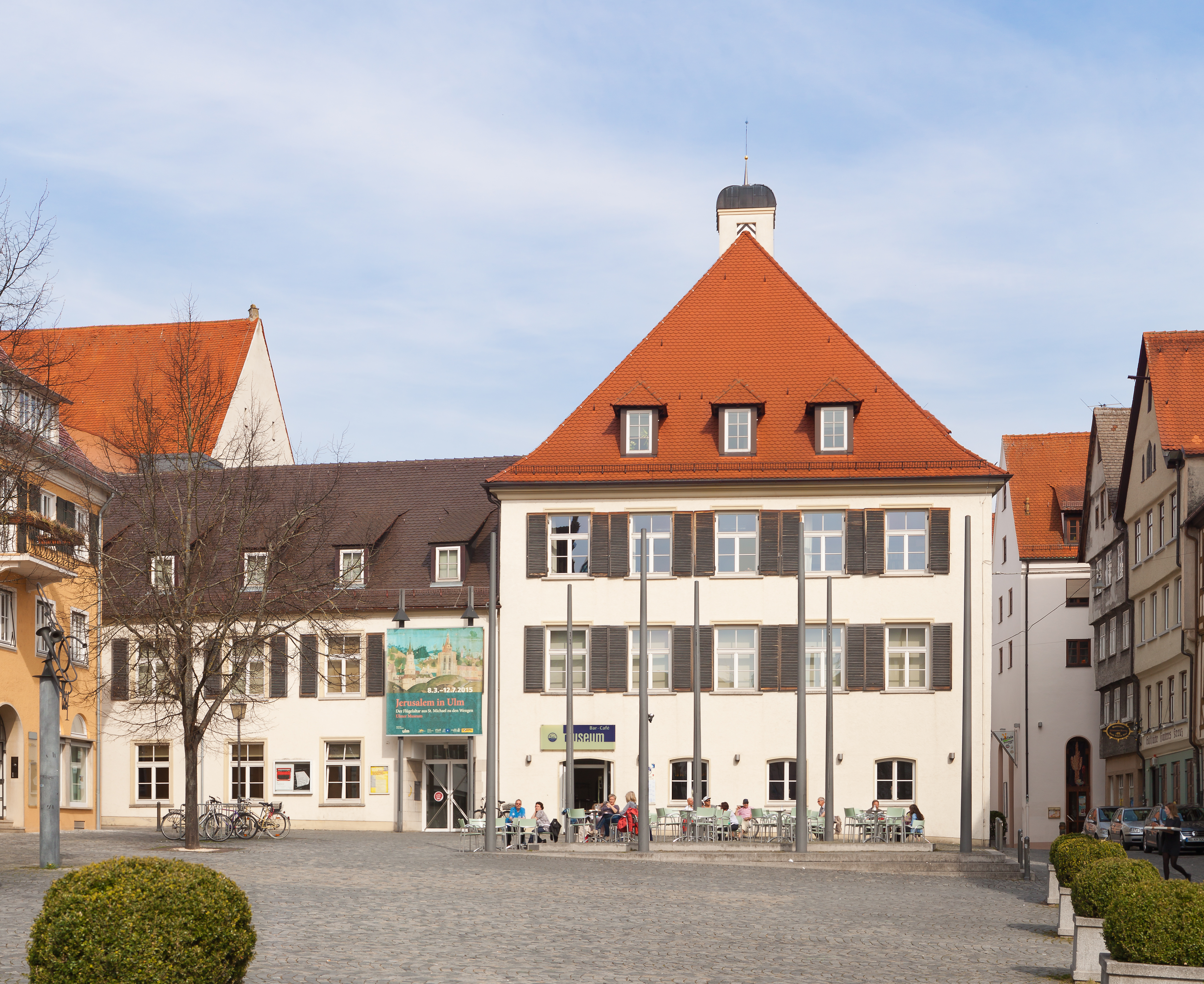
Kiechelhaus i Ulm, numera Museum Ulms byggnad

Samuel Kiechel, född 24 maj 1563 i Ulm i Tyskland, död där 30 januari 1619, var en tysk köpman och reseskildrare.
Samuel Kiechel var son till handelsmannen Matthäus Kiechel (1532–1599) och växte upp i en förmögen köpmannafamilj i Ulm som arvtagare till familjens handelshus tillsammans med sin äldre bror Daniel (1561–1627). Han tillbringade fem månader i Paris i Frankrike och gav sig i maj 1585 ut på resor utomlands under en fyraårsperiod till juni 1589. Han gav sig av via Böhmen, Brandenburg och Nederländerna till England. På grund av pestutbrott kunde han inte komma vidare till Irland och Skottland. Åren 1586–1587 besökte han Danmark, Sverige (februari–april 1586), Ryssland, Polen, Schlesien, Österrike samt Venedig, Rom och Sicilien i Italien. I september 1587 begav han sig till Syrien och därifrån till Egypten, Konstantinopel, Kreta och Venedig.
Tillbaka i Ulm inträdde Kiechel i faderns handelshus, efter dennes död som medägare tillsammans med brodern Daniel. Handelshuset hade sedan 1583 sitt säte i Kiechelhaus, numera Museum Ulms byggnad.

## Reseskildring från Sverige
Huvudartikel: En resa genom Sverige år 1586
Samauel Kiechel företog februari–april 1586 en resa från Helsingør i Danmark till Uppsala och tillbaka. Dagboksanteckningar från resan ingår i det verk i tre delar som utgivits på tyska (Die Reisen Des Samuel Kiechel. Aus Drei Handschriften) och på svenska i En resa genom Sverige år 1586.